# 喬·巴特勒
喬·巴特勒（英語：Jos Buttler；1990年9月8日—）是一位英格蘭板球運動員。他現在效力於蘭開夏郡鄉村板球俱樂部。他也代表英格蘭板球代表隊參賽。他的板球生涯開始於索默塞特郡板球俱樂部。